# Mustafa Ünver
Mustafa Ünver (* 19. Juni 1987 in Ankara) ist ein türkischer Fußballspieler.

## Karriere
Ünver kam in Keçiören, einem  Stadtteil der Hauptstadt Ankara, auf die Welt. Hier begann er 1999 in der Jugend von MKE Ankaragücü mit dem Vereinsfußball und spielte anschließend in den Jugendabteilungen von Karşıyaka Güven SK und Tarım Kredispor.
Ab dem Frühjahr begann er dann, in der regionalen Amateurliga zu spielen. Erst spielte er eine halbe Spielzeit für Gölbaşı Belediyespor und anschließend eine Saison für Ostimspor. Zum Sommer 2008 wurde er durch seinen Wechsel zum damaligen Drittligisten MKE Kırıkkalespor Profispieler. In der ersten Saison bei Kırıkkalespor kam er zu 20 Ligaeinsätzen und stieg zum Saisonende mit seinem Verein in die TFF 3. Lig ab. In diese Liga abgestiegen, kam er zwar regelmäßig zu Spieleinsätzen, jedoch schaffte er es nicht zum Stammspieler. Erst in der 2010/11 gelang ihm der Durchbruch. Mit 22 Toren in 30 Ligaspielen wurde er Torschützenkönig der TFF 3. Lig.
Nach dieser erfolgreichen Saison wechselte Ünver zum Drittligisten Bugsaş Spor und wurde ohne ein Spieleinsatz an Keçiörengücü weiterverliehen. Zum Sommer 2012 wechselte Ünver dann zum Viertligisten Isparta Emrespor und nach einem Jahr für diesen Verein zum Drittligisten Fethiyespor. Obwohl Ünver bis zum Saisonende zu keinem Pflichtspieleinsatz kam, erreichte er mit der Mannschaft den Playoffsieg der TFF 2. Lig und damit den Aufstieg in die TFF 1. Lig.

## Erfolge
Mit Fethiyespor
- Playoff-Sieger der TFF 2. Lig und Aufstieg in die TFF 1. Lig: 2012/13

## Auszeichnungen
- Torschützenkönig der TFF 3. Lig: 2010/11